# Philipp Schmid
Philipp Schmid (Lindenberg im Allgäu, 7 maggio 1986) è un ex sciatore alpino tedesco.

## Biografia

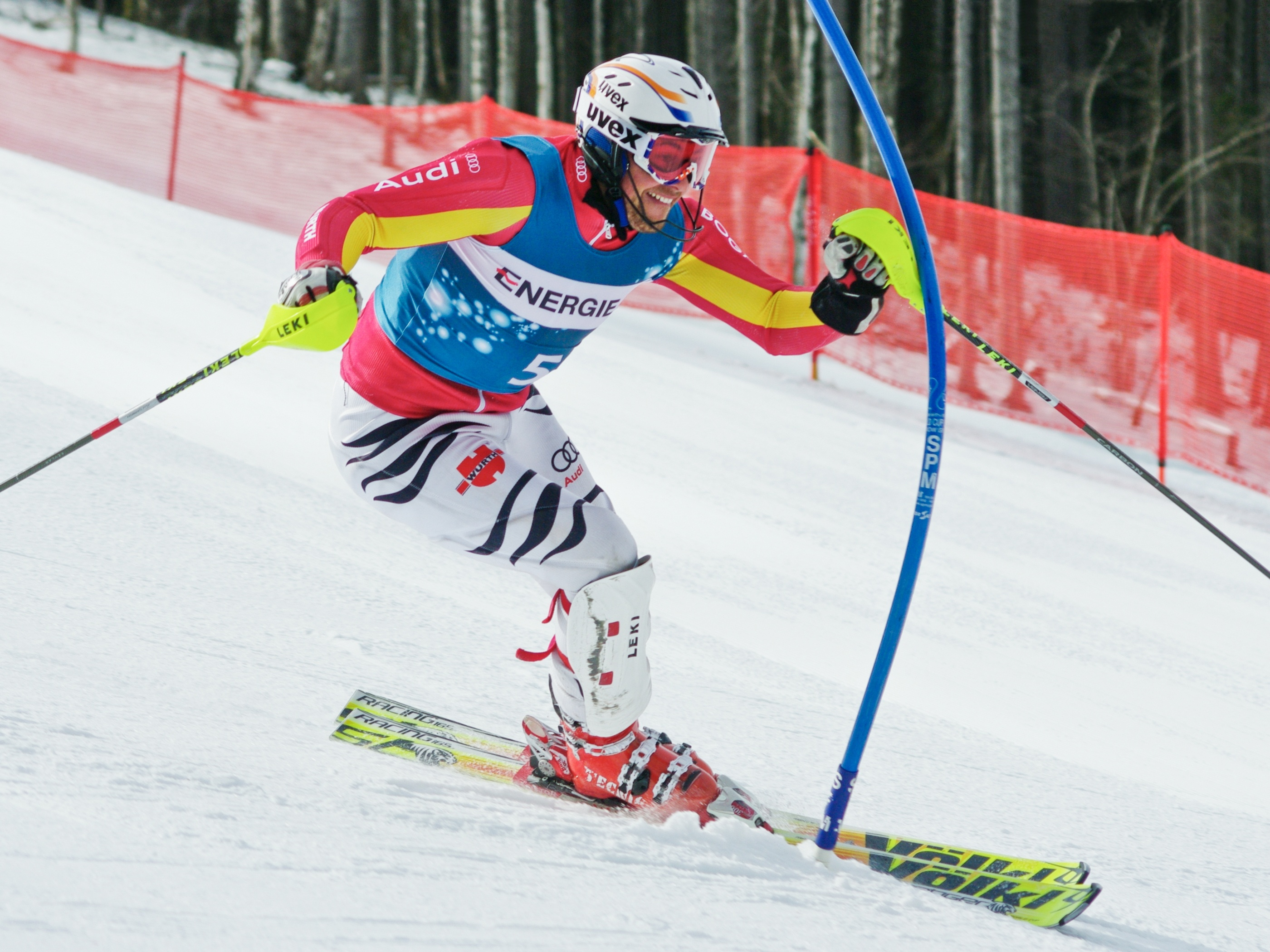
Schmid in gara a Hinterstoder nel 2010

Slalomista puro attivo in gare FIS dal dicembre del 2001, Schmid ha esordito in Coppa Europa il 16 dicembre 2004 a Obereggen e in Coppa del Mondo il 1º marzo 2009 a Kranjska Gora, in entrambi i casi senza concludere la prova. L'11 novembre 2012 ha ottenuto a Levi il suo miglior piazzamento in Coppa del Mondo (10º); nella medesima località il 24 novembre successivo ha ottenuto il suo primo podio in Coppa Europa (3º) e ai Mondiali di Schladming 2013, suo esordio iridato, non ha completato la gara.
Nel 2015 ha colto il suo ultimo podio in Coppa Europa, il 3 gennaio a Chamonix (3º), e ha preso parte per l'ultima volta a una rassegna iridata, Vail/Beaver Creek 2015, dove è stato 17º. Si è ritirato al termine della stagione 2017-2018; ha disputato la sua ultima gara in Coppa del Mondo il 4 marzo a Kranjska Gora, senza completarla, mentre la sua ultima gara in carriera è stata lo slalom speciale dei Campionati mondiali militari 2018, il 29 marzo a Pampeago, chiuso da Schmid al 9º posto.

## Palmarès

### Coppa del Mondo
- Miglior piazzamento in classifica generale: 101º nel 2013

### Coppa Europa
- Miglior piazzamento in classifica generale: 30º nel 2014
- 4 podi:
  - 1 secondo posto
  - 3 terzi posti

### South American Cup
- Miglior piazzamento in classifica generale: 37º nel 2015
- 1 podio:
  - 1 secondo posto

### Campionati tedeschi
- 6 medaglie:
  - 5 argenti (slalom gigante nel 2008; slalom gigante, slalom speciale nel 2010; slalom gigante nel 2011; slalom speciale nel 2015)
  - 1 bronzi (slalom speciale nel 2009)